# Al-Waqidi
Abū ʿAbd Allāh Muhammad Ibn ʿUmar ibn Wāqid al-Sahmī (in arabo أبو عبد الله محمد بن عمر بن واقد السهمي‎?); Medina, 747 – Baghdad, 823) è stato uno storico arabo.
Normalmente ricordato come al-Wāqidī, in arabo الواقدي‎?, è stato uno fra i primi storici musulmani.
Studiò nella sua città natale di Medina. Si recò poi a Baghdad quando il califfo Hārūn al-Rashīd fece un hajj a Mecca nel 186 E./802 e visitò anche Medina. In tale occasione il vizir barmecide Yahya ibn Khalid ibn Barmak lo segnalò come guida preparata e affidabile dei luoghi santi. Rashīd lo nominò quindi qāḍī della parte occidentale della capitale abbaside.
Al-Wāqidī fu un raccoglitore instancabile di tradizioni e autore di molti libri, uno solo dei quali certamente è sopravvissuto, mentre un altro - il Kitāb al-ridda, edito da M. Hamidullah - gli viene parimenti attribuito.
Il suo segretario - il notissimo Muhammad Ibn Sa'd, fece ampio uso del materiale del Maestro ed entrambi hanno così lasciato due importanti pietre miliari della storiografia relativa al Profeta dell'Islam, dopo la pionieristica biografia di Ibn Ishaq.
Il libro sicuramente ascrivibile a lui e giunto fino a noi è il Kitāb al-taʾrīkh wa al-maghāzī ("Libro della storia e delle campagne militari") che descrive le campagne (in Arabo ghazw), cui partecipò di persona Maometto quando era alla guida della prima Umma a Medina.
Un altro lavoro attribuito a lui, il Futūḥ al-Shām ("Conquista della Siria"), è in realtà stato redatto non prima del XII secolo, tanto da essere definito dagli storici islamologi un lavoro "pseudo-waqideo".
Al-Wāqidī è stato criticato dagli studiosi musulmani per il suo scarso interesse per la metodologia dei muḥaddithūn, che applicavano anche alle tradizioni storiche la metodologia dei ḥadīth. Ciò portava al-Waqidi a proporre linee difettose di trasmettitori e a far ricorso spesso al suo personale metro di giudizio, rendendolo sospetto agli occhi degli studiosi-chierici che cominciavano nel IX secolo a dominare il campo dello scibile islamico.
L'Imam al-Shafi'i affermava che "i libri scritti da al-Wāqidī non erano altro che un cumulo di menzogne", malgrado lo stesso Imam, secondo alcuni studiosi di diritto musulmano come Joseph Schacht, avesse forgiato non di rado catene di trasmettitori utili ad avvalorare le sue teorie giuridiche, con un'opportuna back projection fino ad avere sovente, all'inizio dell'isnād dei suoi ḥadīth, lo stesso profeta Maometto.